# Bergues-sur-Sambre
Bergues-sur-Sambre é uma comuna francesa na região administrativa de Altos da França, no departamento de Aisne. Estende-se por uma área de 4,41 km². Em 2010 a comuna tinha 217 habitantes (densidade: 49,2 hab./km²).